# Tidsskrift for Sport
Tidsskrift for Sport var Danmarks første idrætsblad. Det blev stiftet i 1884 af Viktor Hansen, som sidenhen blev Danmarks Idræts-Forbunds første formand. Viktor Hansen var bladets hovedredaktør fra bladets stiftelse frem til og med 1892.